# Eva Thulin
Eva Thulin (...) è un'attrice svedese.

## Biografia
Attrice svedese, ebbe un breve periodo di notorietà tra la fine degli anni sessanta ed i primi anni settanta, grazie alla partecipazione a film di genere e drammatici dell'epoca, e all'apparizione in alcune copertine. Viene anche ricordata per aver preso parte al film musicarello Zum Zum Zum nº 2, diretto da Bruno Corbucci.

## Filmografia
- Zum Zum Zum nº 2, regia di Bruno Corbucci (1969)
- La stagione dei sensi, regia di Massimo Franciosa (1969)
- Top Sensation, regia di Ottavio Alessi (1969)
- L'invasione (L'invasion), regia di Yves Allégret (1970)